# Hannu Posti
Hannu Kalevi Posti (Vehkalahti, 15 gennaio 1926 – Helsinki, 13 giugno 2012) è stato un biatleta e mezzofondista finlandese.

## Palmarès

### Biathlon
Mondiali
- Argento a Hämeenlinna 1962 nella staffetta.
- Argento a Seefeld 1963 nella staffetta.
- Bronzo a Seefeld 1963 nell'individuale.

Giochi olimpici
- 8º a Innsbruck 1964 nella 20 km.

### Atletica leggera
| Anno | Manifestazione  | Sede     | Evento        | Risultato | Prestazione | Note |
| ---- | --------------- | -------- | ------------- | --------- | ----------- | ---- |
| 1952 | Giochi olimpici | Helsinki | 10000 m piani | 4º        | 29'51"4     |      |